# 歌舞伎町シアターパーク2009
歌舞伎町シアターパーク2009（かぶきちょうシアターパーク2009）は、2009年6月に東京都新宿区歌舞伎町にて開催された芸能フェスティバル。
「歌舞伎町タウン・マネージメント」主催。

## 概要
新宿区が推進する誰もが安心して楽しめるまちづくりへの取り組み「歌舞伎町ルネッサンス」の一環として、夏の歌舞伎町の風物詩の一つになりつつある芸能フェスティバル。大久保公園内に巨大テント劇場が設営され、2007年には「デージーが咲く街」、2008年には「ねこになった漱石」「吉本7キャンプシアター」、2009年は7つの芸能団体による音楽劇、大衆演劇、お笑い、狂言が上演される。

## 内容

### オープニングイベント
6月16日(火)　　

### 東京ギンガ堂　音楽劇「新宿パラダイス」
6月19日(金) - 28日(日)上演。
「美空ひばり」「長嶋茂雄」「少年マガジン」「鉄腕アトム」のあの時代。もはや戦後ではない。いや、まだ戦後と呼ばれたあの時代。青くて、すっぱくて、底ぬけに明るかった、まるで青春時代のような時代の街と人々を音楽と踊りで綴る「新宿パラダイス」。
- 出演者
  - 溝口舜亮、大谷朗（円）
  - 服部幸子（昴）
  - 江口信、串間保、丸山厚人、品川恵子、山本悠介、黒田瑚蘭、小倉昌明、西原信行、吉田倫貴、新井利津子
- スペシャルゲスト
  - 吉田直子（昴）、森下庸之、眞鍋かおる、山県みつき
- スタッフ
  - 脚本・演出：品川能正
  - 音楽：上田亨
  - 舞台美術：加藤ちか
  - 振付：神崎由布子
  - 照明：関嘉明
  - 音響：今西工
  - 衣裳：西原梨恵
  - 歌唱指導：満田恵子
  - 映像：ムーチョ村松
  - 写真：宮内勝
  - 舞台監督：井村昴
  - 演出助手：小松明人
  - 画：伊藤桂司
  - 宣伝美術：武田昌也（Mo-Green）
  - 制作：木村優子、新山陽子
  - 企画・制作：東京ギンガ堂
  - 協力：歌舞伎町商店街振興組合、劇団昴、エ・ネスト、オーケープロダクション、インターフレンド、風林会館
  - 共催：歌舞伎町タウン・マネージメント
  - 後援：新宿区

### 和泉流宗家 「狂言&室町歌謡と現代歌謡コンサート 」
7月4日(土)に上演。第一部は和泉元彌などによる狂言公演、第二部は歌謡ショーだった。

### 劇団「龍」門戸龍冶ショー
7月8日（水） - 9日（木）

### 漫才協会「特選東京漫才」
7月10日(金) - 11日(土)開催。　
| 7月10日（金） 夜の部 - 18:00 - カントリーズ - 18:05 - キラーコンテンツ - 18:10 - チックタックブーン - 18:15 - 青空麒麟児 - 18:20 - ざっくばらん - 18:25 - Wコロン - 18:30 - ホンキートンク - 18:38 - 新山ひでや・やすこ - 18:46 - 仲入り - 18:56 - 宮田陽・昇 - 19:04 - Wモアモア - 19:12 - 東京太・ゆめ子 - 19:20 - ホームラン - 19:28 - 大瀬ゆめじ・うたじ - 19:36 - 大空遊平・かほり - 19:44 - 春風こうた・ふくた - 19:52 - 真木淳・チャンス青木 - 20:00 - おぼん・こぼん - 20:08 - 青空球児・好児 - 20:16 - 仲入り - 20:26 - 漫響楽団 音楽ショー | 7月11日(土) 昼の部 - 13:00 - 2世代ターボ - 13:05 - ナナオ - 13:10 - ニックス - 13:15 - 結城たかし - 13:20 - 宮田陽・昇 - 13:28 - 青空一歩・三歩 - 13:36 - あした順子・ひろし - 13:44 - 仲入り - 13:54 - ロケット団 - 14:02 - すず風にゃん子・金魚 - 14:10 - 大瀬ゆめじ・うたじ - 14:18 - 真木淳・チャンス青木 - 14:26 - 大空遊平・かほり - 14:34 - 春風こうた・ふくた - 14:42 - 東京太・ゆめ子 - 14:50 - ナンセンス - 14:58 - おぼん・こぼん - 15:06 - 青空球児・好児 - 15:14 - 仲入り - 15:24 - 漫響楽団 音楽ショー | 7月11日(土) 夜の部 - 17:00 - コンパス - 17:05 - 森昭憲 - 17:10 - 結城たかし - 17:15 - ざっくばらん - 17:20 - 中津川弦 - 17:25 - ニックス - 17:30 - ぴろき - 17:38 - 春風こうた・ふくた - 17:46 - 仲入り - 17:56 - ロケット団 - 18:04 - 高峰和才・洋才 - 18:12 - 東京太・ゆめ子 - 18:20 - ホームラン - 18:28 - 大瀬ゆめじ・うたじ - 18:36 - 大空遊平・かほり - 18:44 - すず風にゃん子・金魚 - 18:52 - ナンセンス - 19:00 - おぼん・こぼん - 19:08 - 青空球児・好児 - 19:16 - 仲入り - 19:26 - 漫響楽団 音楽ショー |

企画・制作：社団法人漫才協会／共催：歌舞伎町タウン・マネージメント

### ドラマステーションJAPAN　「瞼の母ラプソディ」
7月16日(木) - 27日(月)開催。布施博一渾身の書き下ろしによる本物のエンターテインメントを豪華出演者の競演で送る。
- 劇作・脚本:布勢博一
- 演出:小国正皓
- 出演：松川小祐司、松川翔也、浅茅陽子、佐藤蛾次郎、榛名由梨、胡蝶、石井苗子、沢田亜矢子

### 吉本興業「劇場版 やりすぎ芸人都市伝説」
7月29日(水) - 8月31日（月）開催。テレビ東京のバラエティ番組『やりすぎコージー』のスピンオフ企画。
- NON STYLE
- はんにゃ
- オリエンタルラジオ
- しずる
- フルーツポンチ